# Nitzer Ebb
Nitzer Ebb är en brittisk musikgrupp inom industrial/electro/techno/EBM som bildades år 1982 av barndomsvännerna från Chelmsford i Essex: Douglas McCarthy (sång), David Vaughn (Bon) Harris och David Gooday (keyboard). Gruppen splittrades år 1995, men återförenades år 2006.
Nitzer Ebb har en aggressiv sångstil och tung minimalistisk synthmusik. Under sina första år var de tydligt inspirerade av Deutsch-Amerikanische Freundschaft. Gruppens estetiska helhetskoncept som innefattar merchandise, skivomslag, scenframträdanden, logotyper, med mera, går under beteckningen Nitzer Ebb Produkt (NEP).

## Historik
Bandet uppträdde för första gången den 6 maj 1983 i YMCA:s lokaler i Chelmsford. I augusti samma år släppte Nitzer Ebb demokassetten Basic Pain Procedure. Efter att ha anlitats för fler lokala konserter fick de slutligen spelningar i London, där de uppmärksammades av producenten Phil Harding. Han hjälpte bandet att starta det egna skivbolaget Power of Voice Communications och producerade 1984 deras första singel, "Isn't It Funny How Your Body Works?" Efter denna följde "Warsaw Ghetto" (1985) och "Get Clean" (1986).
1986 fick de skivkontrakt med Mute Records och gav ut singlarna "Murderous" och "Join in the Chant", samt debutalbumet That Total Age (1987). Skivan mixades av Mute Records ägare Daniel Miller tillsammans med Gareth Jones. I slutet av 1987 lämnade David Gooday Nitzer Ebb och ersattes av den vietnamesiskfödde belgaren Duc Nhan Nguyen, en DJ som bandet lärt känna under en turné i Belgien.
Den 12 februari 1988 uppträdde Nitzer Ebb som förband till Depeche Mode på Isstadion i Stockholm.
Den 12 augusti 1988 spelade Nitzer Ebb på Hultsfredsfestivalen. På grund av den belgiska militärtjänsten hade nu även Duc Nhan Nguyen hoppat av och ersatts med en extrainsatt livetrummis, Julian Beeston. Helgen före Hultsfredsspelningen slutförde Nitzer Ebb inspelningen av albumet Belief. Producenten Phil Harding hade nu lämnat samarbetet och ersatts av Flood. 
1990 släpptes albumet Showtime, följt av Ebbhead 1991. Efter några års tystnad kom slutligen Big Hit (1995). Under processen hade dock McCarthy och Harris glidit ifrån varandra både musikaliskt och som vänner. Efter att ha lämnat en hotellobby i New York i samband med en konsert under Big Hit-turnén skulle de inte prata med varandra på 10 år. McCarthy jobbade en del med Alan Wilder och hans projekt Recoil, medan Harris flyttade till Los Angeles och bildade bandet Maven (2001).
Mellan 2001 och 2004 släppte dotterbolaget NovaMute en del remixar av Nitzer Ebbs klassiska danssinglar. Remixen av "Let Your Body Learn" inledde en bekantskap mellan McCarthy och den franske DJ:n Terence Fixmer, som gjorde remixen. Tillsammans spelade de in fler nya versioner av gamla Nitzer Ebb-låtar och uppträdde ihop live. Under namnet Fixmer/McCarthy har de hittills släppt två album: Between the Devil (2004) och Into The Night (2008).
I slutet av 2005 skickade McCarthy ett mejl till Harris som löd: "Mute Records planerar att ge ut en samlingsskiva, och det verkar som att flera länder skulle vilja boka konserter med oss". 2006 turnerade de åter ihop, nu med Kourtney Klein som extra livetrummis, och med fokus på deras tidiga låtmaterial. Under 2007 turnerade de återigen med både gammalt och nyskrivet material, nu med Klein ersatt av Jason Payne.
I januari och februari 2010 uppträdde Nitzer Ebb som förband till Depeche Mode under turnén Tour Of The Universe i Europa.

## Medlemmar
Nuvarande medlemmar
- Bon Harris – programmering, synthesizer, trummor, sång, basgitarr (1982–1995, 2006–)
- Douglas McCarthy – sång, gitarr (1982–1995, 2006–2025)
- Jason Payne – trummor, percussion (1992–1995, 2007–)

Tidigare medlemmar
- David Gooday – sång, trummor, percussion (1982–1987)
- Duc Nhan Nguyen – trummor, percussion (1987–1988)
- Julian Beeston – trummor, percussion (1989–1992)

Turnerande medlemmar
- David Lovering – trummor (1994–1995)
- John Napier – gitarr, percussion (1995)
- Kourtney Klein – trummor (2006–2007)

## Diskografi
- That Total Age (1987)
- Belief (1989)
- Showtime (1990)
- Ebbhead (1991)
- Big Hit (1995)
- Body of Work - 1984 - 1997 (2006)
- Body Rework (2006)
- Industrial Complex (2010)